# Camponotus compressus
Camponotus compressus är en myrart som först beskrevs av Fabricius 1787.  Camponotus compressus ingår i släktet hästmyror, och familjen myror.

## Underarter
Arten delas in i följande underarter:
- C. c. brullei
- C. c. compressus
- C. c. cosensis
- C. c. irakensis
- C. c. martensi
- C. c. nitens
- C. c. occipitalis
- C. c. probativus
- C. c. pupillus
- C. c. rectinotus
- C. c. symiensis

## Bildgalleri

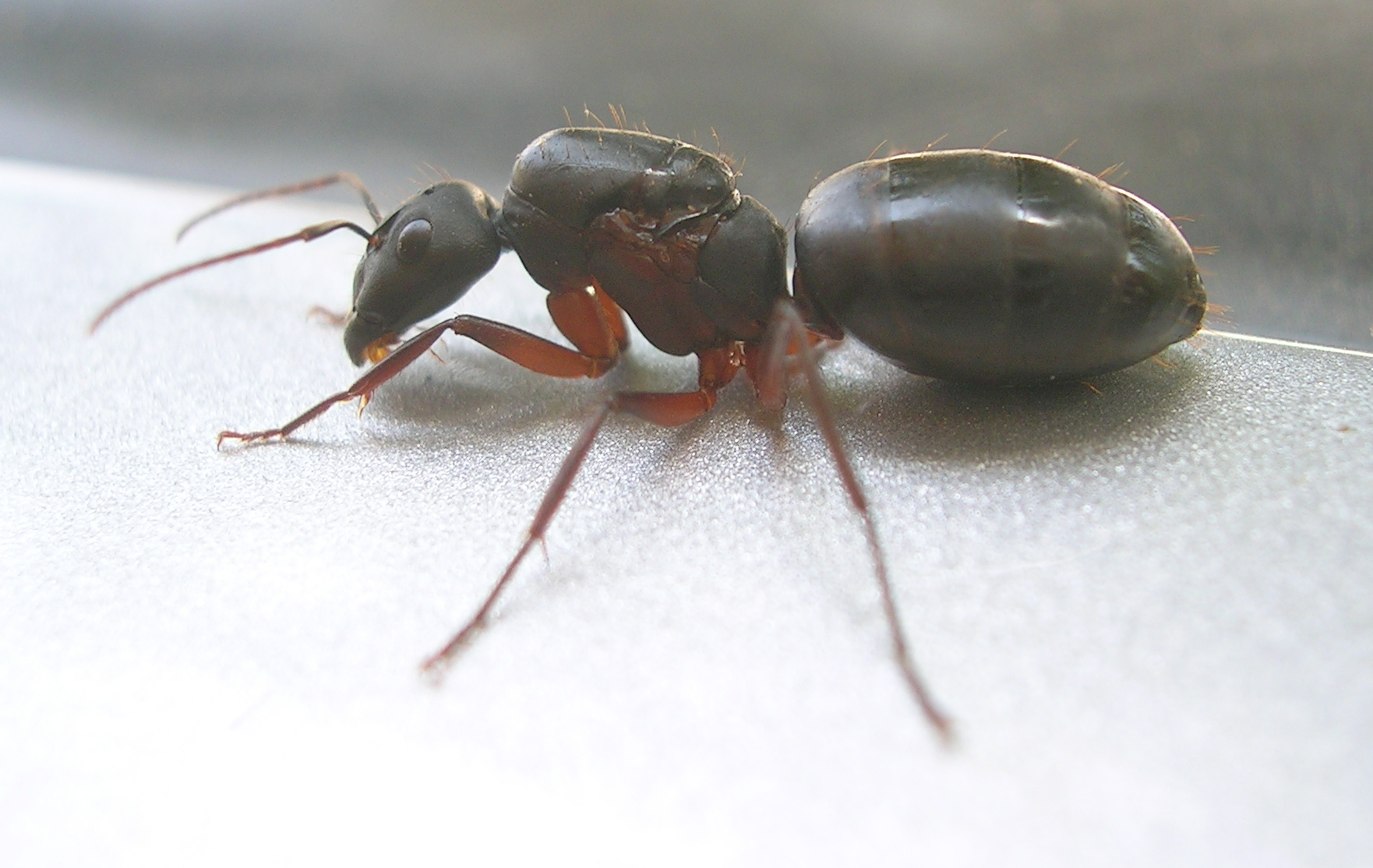